# Инициативная улица (Салават)
Инициативная улица — улица в городе Салавате. Расположена между огородами и посёлком Мусино.

## История
Застройка улицы началась в 1949 году.   Улица застроена частными 1-2 этажными домами.
На улицы сохранились первые салаватские бараки. Бараки капитально отремонтированы. Перед каждым бараком - небольшие садовые участки.
Почтовые коды улицы.

## Трасса
Инициативная улица начинается от улицы Гончарова и заканчивается на Набережной улице

## Транспорт
По Инициативной улице общественный транспорт не ходит.